# Takatalvi
Takatalvi je třetí extended play finské power metalové kapely Sonata Arctica vydané 5. listopadu 2003. 27. ledna 2010 vyšla reedice s rozšířeným playlistem a upraveným obalem alba.

## Seznam skladeb
1. San Sebastian
2. The Gun
3. Still Loving You (Scorpions cover)
4. Shy
5. Dream Thieves
6. I Want Out (Helloween cover)
7. Fade to Black (Metallica cover)

### Reedice 2010
1. San Sebastian
2. The Gun
3. Still Loving You (Scorpions cover)
4. Shy
5. Dream Thieves
6. I Want Out (Helloween cover)
7. Fade To Black (Metallica cover)
8. Black Sheep
9. Mary-Lou (akustická verze)
10. The Wind Beneath My Wings (Bette Midler cover)
11. Die With Your Boots On (Iron Maiden cover)

## Obsazení
- Tony Kakko – zpěv
- Jani Liimatainen – kytara
- Henrik Klingenberg – klávesy
- Marko Paasikoski – baskytara
- Tommy Portimo – bicí